# Ciudad Hidalgo
Ciudad Hidalgo – miasto w Meksyku, w stanie Michoacán.